# Villers-Bouton
Villers-Bouton település Franciaországban, Haute-Saône megyében. Lakosainak száma 178 fő (2022. január 1.). Villers-Bouton Recologne-lès-Rioz, Cordonnet, Fondremand, Fretigney-et-Velloreille és Montarlot-lès-Rioz községekkel határos.

## Népesség
A település népessége az elmúlt években az alábbi módon változott:
| Lakosok száma | 166  | 159  | 162  | 162  | 163  | 165  | 166  | 177  | 178  |
|               | 2013 | 2015 | 2016 | 2017 | 2018 | 2019 | 2020 | 2021 | 2022 |